# Mionectes oleagineus
El mosquero aceitunado (Mionectes oleagineus) es una especie de ave paseriforme de la familia Tyrannidae, perteneciente al  género Mionectes. Es nativo de la América tropical (Neotrópico), desde México hasta Bolivia y este de Brasil.

## Nombres comunes
Se le denomina también mosquerito de vientre ocráceo (en Perú), atrapamoscas frutero aceitunado o bobito aceitunado (en Venezuela), mosquerito ventriocráceo (en Panamá y Ecuador), mosquerito panza ocre (en Honduras), mosquerito ocre, mosquero ocrillo o mosquero vientre-ocre (en México), mosquerito aceitunado (en Costa Rica), mosquerito oliváceo (en Nicaragua), atrapamoscas ocráceo o mionectes ocráceo (en Colombia).

## Distribución y hábitat
Se distribuye ampliamente desde el este de México, por Belice, Guatemala, Honduras, El Salvador, Nicaragua, Costa Rica, Panamá, Colombia y Ecuador (tanto a occidente como a oriente de los Andes), Venezuela, Trinidad y Tobago, Guyana, Surinam, Guayana Francesa, este de Perú, norte de Bolivia, la totalidad de la Amazonia brasileña, y una franja costera del este de Brasil.
Esta especie es ampliamente diseminada y generalmente común en sus hábitats naturales: el sotobosque de bosques húmedos y también caducifolios, incluso sobre suelos arenosos, y en los bordes del bosque, especialmente a lo largo de arroyos, hasta los 1700 m de altitud.

## Descripción
Mide 13 cm de longitud y pesa 11 g. La base de la mandíbula es rosada a naranja. Tienen las partes superiores y el pecho de color verde oliva; las mejillas y la garganta oliva grisáceo; el vientre es de color naranja opaco; las alas y la cola son parduzcas con bordes estrechos ocráceos y líneas delgadas ferruginosas.

## Alimentación
Se alimenta principalmente de frutas con arilos como las de Clusia y de bayas como las de Psychotria y otras Rubiaceae.

## Reproducción
Construye un nido en forma de pera con entrada lateral, suspendido de una liana o bajo el barranco de un arroyo. La hembra pone dos o tres huevos, que incuba durante 18 a 20 días.

## Sistemática

### Descripción original
La especie M. oleagineus fue descrita por primera vez por el naturalista alemán Martin Hinrich Carl Lichtenstein en 1823 bajo el nombre científico Muscicapa oleaginea; su localidad tipo es: «Bahía, Brasil».

### Etimología
El nombre genérico masculino «Mionectes» deriva del griego «meionektēs» que significa ‘pequeño’, ‘que sufrió pérdidas’; y el nombre de la especie «oleagineus» en latín significa ‘de color oliva’.

### Taxonomía
Las formas descritas  M. o. dyscolus, M. o. lutescens y M. o. obscurus, son consideradas sinónimos de assimilis; las formas M. o. chloronotus, M. o. hauxwelli,  M. o. intensus,  M. o. maynanus y M. o. wallacei son considerada inserparables de la nominal.

### Subespecies
Según las clasificaciones del Congreso Ornitológico Internacional (IOC)  y Clements Checklist/eBird v.2021 se reconocen siete subespecies, con su correspondiente distribución geográfica:
- Mionectes oleagineus assimilis P.L. Sclater, 1859 – desde el este de México hasta el este de Costa Rica y oeste de Panamá.
- Mionectes oleagineus parcus Bangs, 1900 – desde el este de Panamá al norte de Colombia y noroeste de Venezuela.
- Mionectes oleagineus pacificus (Todd), 1921 – del suroeste de Colombia al oeste de Ecuador.
- Mionectes oleagineus abdominalis (Phelps & Phelps Jr), 1955 – norte de Venezuela (Distrito Federal y Miranda).
- Mionectes oleagineus pallidiventris Hellmayr, 1906 – noreste de Venezuela; Trinidad y Tobago.
- Mionectes oleagineus dorsalis (Phelps & Phelps Jr), 1952 – tepuyes del sureste de Venezuela (Gran Sabana de Bolívar).
- Mionectes oleagineus oleagineus (Lichtenstein), 1823 – desde Colombia hasta las Guayanas, este de Brasil, este de Perú y  norte de Bolivia.